# Chamblanc
Chamblanc è un comune francese di 471 abitanti situato nel dipartimento della Côte-d'Or nella regione della Borgogna-Franca Contea.

## Storia

### Simboli
Il comune ha adottato lo stemma nel 2021.

## Società

### Evoluzione demografica
Abitanti censiti